# Инсула Арачели
Инсула Арачели — развалины многоквартирного многоэтажного жилого дома в Риме. На сегодняшний день эта инсула считается самым хорошо сохранившимся жилым зданием в городе Риме и на территории античной Римской империи.
Руины инсулы, датируемой II веком, находятся у северной оконечности Капитолия, на современной Via dell Teatro Marcello вблизи Piazza Aracoeli. На первом этаже дома располагались лавки и мастерские, соединённые с антресолями между первым и вторым этажами. Над ними были по меньшей мере ещё 3 этажа с квартирами, пятый этаж практически не сохранился.
Судя по толщине стен и описанию Тацита, инсула имела, возможно, ещё по крайней мере 2 этажа из деревянных конструкций. От фасада, украшенного аркадами, сохранились лишь две арки. На втором этаже располагались 2 большие квартиры по 200 м² площадью.
Первое упоминание об этом доме появилось в путевых записках капеллана базилики Сан-Лоренцо-ин-Дамасо в середине XVIII века, в них указывались арочные конструкции и мозаики. В 1930 году инсула была полностью раскопана, средневековые и более поздние постройки снесены, постройка отреставрирована. Последующие реставрационные работы были проведены в 1997-98 годах.
Здание со времён античности претерпело множество перестроек. Кампанила и остатки апсиды, фрески были частью церкви S. Biagio de Mercatello, которую в XVI веке перестроили и посвятили Святой Рите. В XVIII веке церковь снова была перестроена, а в 1928—1930 годах снесена и в 1940 году восстановлена вблизи piazza Campitelli.